# Maniema
Koordinaten: 3° 0′ S, 26° 0′ O
Maniema ist eine Provinz der Demokratischen Republik Kongo mit der Hauptstadt Kindu.

## Geographie
Die Provinz liegt im Osten des Landes und grenzt im Norden an die Provinz Tshopo, im Osten an die Provinzen Nord- und Sud-Kivu, im Südosten an die Provinz Tanganyika, im Südwesten an die Provinz Lomami und im Westen an die Provinz Sankuru.
Maniema ist eingeteilt in die sieben Territorien Kabambare, Kailo, Kasongo, Kibombo, Lubutu, Pangi und Punia mit gleichnamigen Zentralorten sowie die Provinzhauptstadt Kindu. Kindu hat 170.000 Einwohner (2008) und ist Endpunkt einer Bahnlinie, die den Osten der Demokratischen Republik Kongo mit dem Eisenbahnnetz des südlichen Afrika verbindet.
Der Strom Lualaba, der Hauptquellfluss des Kongo, fließt von Süd nach Nord durch Maniema und durchquert auch Kindu.

## Bevölkerung
In Maniema wird Swahili gesprochen, die Bantu-Sprache des östlichen Afrika. Der Lualaba ist hier eine (unscharfe) Sprachgrenze; weiter westlich, insbesondere in den Kasai-Provinzen, sprechen die Menschen Tshiluba (Luba-Kasai).

## Geschichte

### Entstehung der Provinz
Die Provinz Maniema entstand 1988 bei der Aufteilung der ehemaligen Provinz Kivu. Bereits 1962 wurde eine Provinz Maniema geschaffen, welche bis 1966 existierte.

### Krieg im Osten der Demokratischen Republik Kongo
Begehrlichkeiten bezüglich der Bodenschätze und die Schwäche der Zentralregierung im weit entfernten Kinshasa haben zu kriegerischen Auseinandersetzungen geführt, die seit 1998 im Osten der Demokratischen Republik Kongo wüten. Beteiligt sind die Armeen Ruandas und Ugandas sowie etliche Rebellengruppen. Eine humanitäre Katastrophe (Morde, massenhafte Vergewaltigungen, Rekrutierung von Kindersoldaten, marodierendes Plündern) hat zum Zusammenbruch jeglicher Infrastruktur geführt. Eine Gesundheitsversorgung ist weder materiell noch personell vorhanden, rechtsstaatliche Institutionen gibt es nicht mehr. Drei Millionen Menschen haben im Kongo ihr Leben verloren, davon 90 % im Osten des Landes.
Seit im Jahre 2003 in Kinshasa unter internationalem Druck eine Übergangsregierung unter der Einbindung von Rebellengruppen gebildet worden ist, keimt etwas Hoffnung auf stabilere Verhältnisse auch in Maniema. Während in den östlichen Nachbarprovinzen Nord- und Süd-Kivu die kriegerischen Menschenrechtsverletzungen noch an der Tagesordnung sind, verzeichnet Maniema eine gespannte Ruhe, eine Situation zwischen Krieg und Frieden.

## Bodenschätze
Die südlichen und östlichen Teile der Demokratischen Republik Kongo sind reich an Bodenschätzen. In Maniema gibt es Wolfram-, Tantal- (in Form des Erzes Coltan), Zinn- und Goldvorkommen.